# تورگوت دوغان شاهین
تورگوت دوغان شاهین (انگلیسی: Turgut Doğan Şahin؛ زادهٔ ۲ فوریهٔ ۱۹۸۸) بازیکن فوتبال اهل ترکیه است.
از باشگاه‌هایی که در آن بازی کرده‌است می‌توان به باشگاه ورزشی گنچلربیرلیغی، باشگاه فوتبال قیصریه‌اسپور، باشگاه فوتبال غازی عینتاب‌اسپور، باشگاه فوتبال آنکاراگوچو، باشگاه فوتبال ترابزون‌اسپور، و باشگاه فوتبال سامسون‌اسپور اشاره کرد.
وی همچنین در تیم‌های ملی فوتبال زیر ۲۱ سال ترکیه و Turkey A2 national football team بازی کرده‌است.